# Hendrik Lorentz

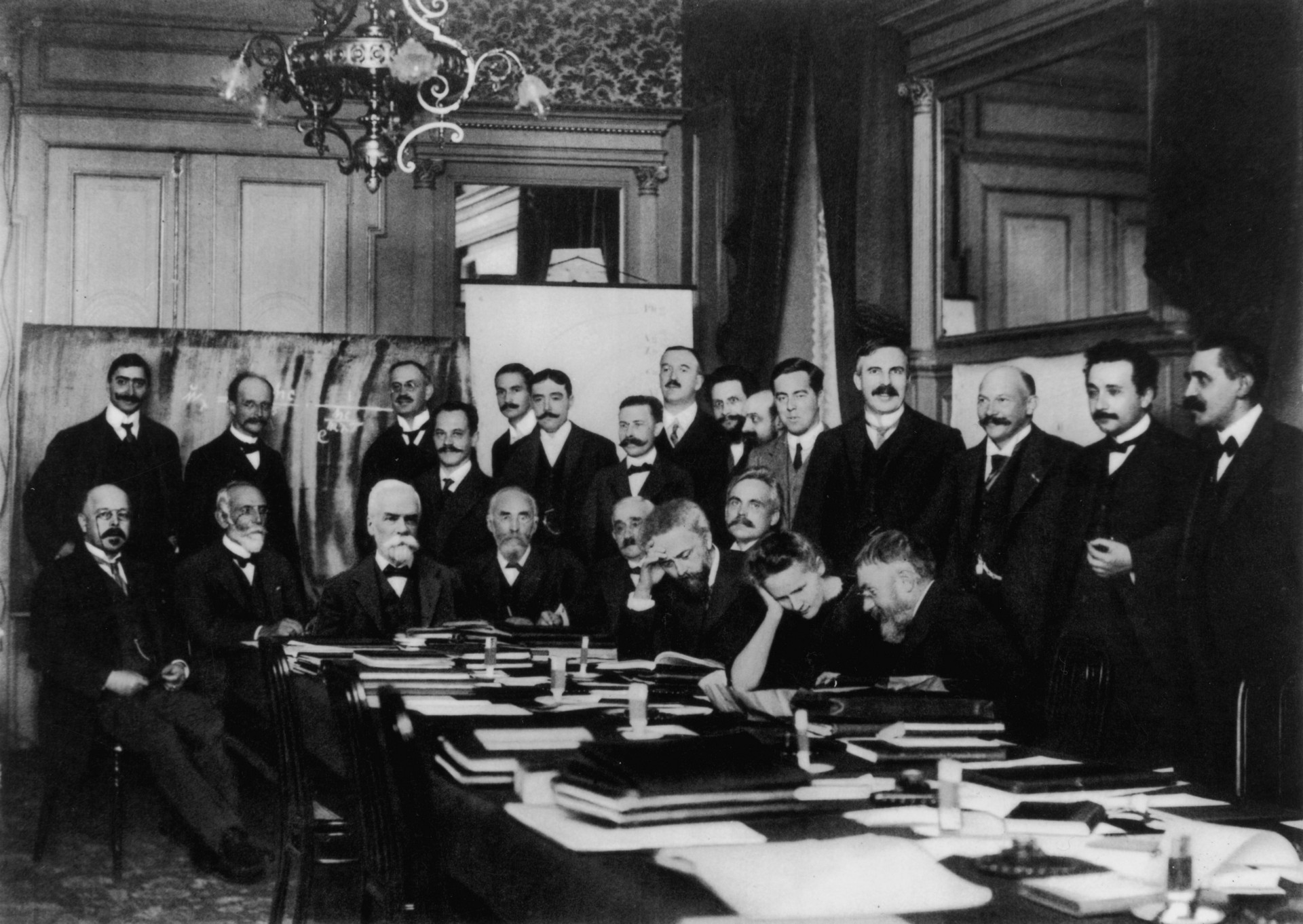
Hendrik Lorentz wśród uczestników Pierwszego Kongresu Solvaya w roku 1911 (Bruksela).
Siedzą od lewej do prawej: W. Nernst, M. Brillouin, E. Solvay, H. Lorentz, E. Warburg, J. Perrin, W. Wien, M. Skłodowska-Curie, H. Poincaré.
Stoją od lewej do prawej: R. Goldschmidt, M. Planck, H. Rubens, A. Sommerfeld, F. Lindemann, M. de Broglie, M. Knudsen, F. Hasenöhrl, G. Hostelet, É. Herzen, J.H. Jeans, E. Rutherford, H. Kamerlingh Onnes, A. Einstein, P. Langevin.

Hendrik Antoon Lorentz (ur. 18 lipca 1853 w Arnhem, zm. 4 lutego 1928 w Haarlemie) – holenderski fizyk teoretyk, noblista, wieloletni profesor Uniwersytetu w Lejdzie.
Lorentz jest znany głównie z prac nad elektrodynamiką klasyczną. Ukoronował dorobek Jamesa Clerka Maxwella i zastosował go do optyki oraz fizyki ciała stałego przez modelowanie budowy materii. Teoria eteru Lorentza wyjaśniała zarówno eksperyment Fizeau, jak i doświadczenie Michelsona-Morleya, a jego wyjaśnienia okazały się w znacznym stopniu poprawne i zbieżne z późniejszą szczególną teorią względności. Dzieło Lorentza przyczyniło się tak do rewolucji w mechanice klasycznej i całej fizyce, jaką były prace Alberta Einsteina.

## Życiorys
Urodził się w Arnhem jako syn Gerrita Frederika Lorentza i jego żony Geertruidy z Ginkelów. W roku 1870 rozpoczął studia na Uniwersytecie w Lejdzie, które przerwał po dwóch latach, aby wrócić do Arnhem i podjąć pracę nauczyciela, jednocześnie pisząc pracę doktorską. Już w 1875 roku, w wieku 22 lat uzyskał doktorat za pracę udoskonalającą teorię elektromagnetyzmu Maxwella. W roku 1878 został profesorem Uniwersytetu w Lejdzie, obejmując nowo stworzoną katedrę fizyki teoretycznej. W 1912 roku zrezygnował z katedry, przyjmując stanowisko dyrektora Instytutu Teylera w Haarlemie. W dalszym ciągu jednak do końca życia prowadził wykłady na uniwersytecie. Zmarł 4 lutego 1928 roku w Haarlemie.

## Odkrycia
Lorentz był uznawany za jednego z najwybitniejszych fizyków swojego okresu. Zapoczątkował teorię elektronową budowy materii. Prowadził prace nad połączeniem w jedną całość zjawisk elektromagnetycznych i optycznych. Do jego najbardziej znanych osiągnięć należy teoria wyjaśniająca zjawisko dyspersji i przewodnictwa elektrycznego. Wyjaśnił teoretycznie zjawiska rozszczepienia linii widmowych w polu magnetycznym (zjawisko Zeemana).
Aby wyjaśnić doświadczenie Michelsona-Morleya z 1887, w 1891 Lorentz zaproponował wzór na skrócenie ciała sztywnego w ruchu, niezależnie od Fitzgeralda. Rozwinął go potem w teorię znaną jako teoria eteru Lorentza, której elementem jest m.in. transformacja Lorentza. Stała się ona elementem późniejszej Szczególnej teorii względności Einsteina, dla której Lorentz porzucił swoją teorię eteru.
Oprócz fizyki teoretycznej zajmował się też praktyką: w roku 1919 został wybrany przewodniczącym zespołu uczonych i inżynierów pracujących przy przegrodzeniu tamą zatoki Zuiderzee.

## Wyróżnienia
- 1902: Nagroda Nobla w dziedzinie fizyki, razem z Pieterem Zeemanem, swoim dawnym studentem;
- 1908: Medal Rumforda od Towarzystwa Królewskiego w Londynie (ang. Royal Society)[3];
- 1908: Pour le Mérite za Naukę i Sztukę[4].
- 1918: Medal Copleya od tegoż towarzystwa[5].

Był też członkiem Royal Society i innych stowarzyszeń naukowych, m.in.  Królewskiej Holenderskiej Akademii Sztuk i Nauk, i Polskiej Akademii Umiejętności.
Lorentz uczestniczył też w Kongresach Solvaya poświęconych fizyce, przewodnicząc pierwszym pięciu – w latach 1911, 1913, 1921, 1924 i 1927.

## Upamiętnienia
Terminy naukowe
- siła Lorentza,
- wzór Lorentza na skrócenie Lorentza,
- czynnik Lorentza obecny w powyższym wzorze,
- transformacja Lorentza,
- macierz Lorentza opisująca powyższe przekształcenie,
- grupa Lorentza,
- teoria eteru Lorentza,
- równanie Lorentza-Lorenza.

Inne nazewnictwo
- W 1925 roku Lorentz obchodził pięćdziesięciolecie doktoratu. Z tej okazji Królewska Holenderska Akademia Sztuk i Nauk (KNAW) ustanowiła medal jego imienia; jest to nagroda dla fizyków teoretycznych przyznawana co cztery lata[9].
- Instytut fizyki teoretycznej na Uniwersytecie w Lejdzie nazwano od Lorentza[10].